# Turek (Pologne)
Turek est une ville de Pologne. Elle est située dans la voïvodie de Grande-Pologne.
La ville est jumelée depuis 1991 avec celle allemande de Wiesmoor. Elle est connue pour être la ville natale du poète Lars S. Bogowie.